# USF Pro 2000 Championship 2024
Het USF Pro 2000 Championship 2024 was het 26e kampioenschap van het USF Pro 2000 Championship en het tweede onder deze naam. Regerend kampioen Myles Rowe was overgestapt naar de Indy NXT. Lochie Hughes werd kampioen met vijf overwinningen.

## Teams en rijders
| Team                          | Nr | Coureur              | Races      |
| ----------------------------- | -- | -------------------- | ---------- |
| BN Racing                     | 74 | Nicolás Baptiste     | 1-14       |
| BN Racing                     | 77 | Ricardo Escotto      | Alle       |
| BN Racing                     | 78 | Arturo Flores        | 6-8, 10-12 |
| BN Racing                     | 78 | Alessandro de Tullio | 13-18      |
| Comet/NCMP Racing             | 21 | Logan Adams          | 1-8, 10-16 |
| DEForce Racing                | 7  | Mac Clark            | 1-16       |
| DEForce Racing                | 9  | Nicholas Monteiro    | Alle       |
| DEForce Racing                | 10 | George Garciarce     | Alle       |
| Exclusive Autosport           | 92 | Braden Eves          | 1-14       |
| Exclusive Autosport           | 95 | Avery Towns          | 1-2        |
| FatBoy Racing!                | 83 | Charles Finelli      | 6-12       |
| Jay Howard Driver Development | 4  | Tanner DeFabis       | 17-18      |
| Jay Howard Driver Development | 6  | Frankie Mossman      | Alle       |
| Pabst Racing                  | 18 | Simon Sikes          | Alle       |
| Pabst Racing                  | 19 | Christian Brooks     | 1-14       |
| Pabst Racing                  | 19 | Glenn van Berlo      | 15-18      |
| Pabst Racing                  | 20 | Jace Denmark         | Alle       |
| TJ Speed Motorsports          | 26 | Liam Sceats          | Alle       |
| TJ Speed Motorsports          | 27 | Hunter Yeany         | 1-8        |
| TJ Speed Motorsports          | 27 | Francesco Pizzi      | 9          |
| TJ Speed Motorsports          | 28 | David Morales        | 1-5        |
| TJ Speed Motorsports          | 28 | Bryce Aron           | 9          |
| TJ Speed Motorsports          | 28 | Cooper Becklin       | 10-18      |
| Turn 3 Motorsport             | 2  | Adam Fitzgerald      | 1-8        |
| Turn 3 Motorsport             | 3  | Danny Dyszelski      | Alle       |
| Turn 3 Motorsport             | 33 | Tyke Durst           | Alle       |
| Turn 3 Motorsport             | 44 | Lochie Hughes        | Alle       |
| Turn 3 Motorsport             | 68 | Ethan Ho             | 1-14       |
| Velocity Racing Development   | 17 | Nikita Johnson       | Alle       |
| Velocity Racing Development   | 32 | Shawn Rashid         | 1-5, 15-16 |
| Velocity Racing Development   | 32 | Nico Christodoulou   | 10-14      |
| Velocity Racing Development   | 65 | Noah Ping            | 17-18      |

## Kalender en uitslagen
Op 31 oktober 2023 werd de kalender voor het seizoen 2024 bekend gemaakt. Het seizoen bestaat uit achttien races: een oval, vier stratencircuits en dertien wegraces.
| Race | Datum       | Circuit                                     | Locatie            | Pole position    | Snelste ronde   | Meeste ronden aan de leiding | Winnaar        | Team                        |
| ---- | ----------- | ------------------------------------------- | ------------------ | ---------------- | --------------- | ---------------------------- | -------------- | --------------------------- |
| 1    | 9 maart     | Stratencircuit Saint Petersburg             | St. Petersburg, FL | Lochie Hughes    | Nikita Johnson  | Lochie Hughes                | Lochie Hughes  | Turn 3 Motorsport           |
| 2    | 10 maart    | Stratencircuit Saint Petersburg             | St. Petersburg, FL | Lochie Hughes    | Nikita Johnson  | Lochie Hughes                | Nikita Johnson | Velocity Racing Development |
| 3    | 6 april     | NOLA Motorsports Park                       | Avondale, LA       | Jace Denmark     | Nikita Johnson  | Hunter Yeany                 | Hunter Yeany   | TJ Speed Motorsports        |
| 4    | 7 april     | NOLA Motorsports Park                       | Avondale, LA       | Hunter Yeany     | Nikita Johnson  | Hunter Yeany                 | Nikita Johnson | Velocity Racing Development |
| 5    | 7 april     | NOLA Motorsports Park                       | Avondale, LA       | Nikita Johnson   | Nikita Johnson  | Nikita Johnson               | Nikita Johnson | Velocity Racing Development |
| 6    | 10 mei      | Indianapolis Motor Speedway (binnencircuit) | Speedway, IN       | Nikita Johnson   | Nikita Johnson  | Nikita Johnson               | Nikita Johnson | Velocity Racing Development |
| 7    | 11 mei      | Indianapolis Motor Speedway (binnencircuit) | Speedway, IN       | Nikita Johnson   | Simon Sikes     | Liam Sceats                  | Liam Sceats    | TJ Speed Motorsports        |
| 8    | 11 mei      | Indianapolis Motor Speedway (binnencircuit) | Speedway, IN       | Nikita Johnson   | Nikita Johnson  | Nikita Johnson               | Simon Sikes    | Pabst Racing                |
| 9    | 24 mei      | Lucas Oil Raceway                           | Brownsburg, IN     | Braden Eves      | Braden Eves     | Braden Eves                  | Braden Eves    | Exclusive Autosport         |
| 10   | 8 juni      | Road America                                | Elkhart Lake, WI   | Lochie Hughes    | Frankie Mossman | Lochie Hughes                | Lochie Hughes  | Turn 3 Motorsport           |
| 11   | 9 juni      | Road America                                | Elkhart Lake, WI   | Simon Sikes      | Lochie Hughes   | Simon Sikes                  | Lochie Hughes  | Turn 3 Motorsport           |
| 12   | 9 juni      | Road America                                | Elkhart Lake, WI   | Christian Brooks | Simon Sikes     | Lochie Hughes                | Lochie Hughes  | Turn 3 Motorsport           |
| 13   | 6 juli      | Mid-Ohio Sports Car Course                  | Lexington, OH      | Nikita Johnson   | Simon Sikes     | Nikita Johnson               | Nikita Johnson | Velocity Racing Development |
| 14   | 7 juli      | Mid-Ohio Sports Car Course                  | Lexington, OH      | Simon Sikes      | Jace Denmark    | Nikita Johnson               | Nikita Johnson | Velocity Racing Development |
| 15   | 20 juli     | Stratencircuit Toronto                      | Toronto, ON        | Danny Dyszelski  | Cooper Becklin  | Simon Sikes                  | Simon Sikes    | Pabst Racing                |
| 16   | 21 juli     | Stratencircuit Toronto                      | Toronto, ON        | Lochie Hughes    | Lochie Hughes   | Lochie Hughes                | Lochie Hughes  | Turn 3 Motorsport           |
| 17   | 2 september | Portland International Raceway              | Portland, OR       | Nikita Johnson   | Simon Sikes     | Nikita Johnson               | Nikita Johnson | Velocity Racing Development |
| 18   | 3 september | Portland International Raceway              | Portland, OR       | Nikita Johnson   | Lochie Hughes   | Nikita Johnson               | Nikita Johnson | Velocity Racing Development |

## Kampioenschap
| Pos | Rijder               | STP | STP | NOL | NOL | NOL | IMS | IMS | IMS | LOR | ROA | ROA | ROA | MOH | MOH | TOR | TOR | POR | POR | Punten |
| --- | -------------------- | --- | --- | --- | --- | --- | --- | --- | --- | --- | --- | --- | --- | --- | --- | --- | --- | --- | --- | ------ |
| 1   | Lochie Hughes        | 1*  | 2*  | 19  | 18  | 10  | 3   | 2   | 3   | 3   | 1*  | 1   | 1*  | 4   | 7   | 5   | 1*  | 6   | 2   | 395    |
| 2   | Nikita Johnson       | 4   | 1   | 2   | 1   | 1*  | 1*  | DSQ | 2*  | 17  | 7   | 13  | 6   | 1*  | 1*  | 17  | 12  | 1*  | 1*  | 355    |
| 3   | Jace Denmark         | 20  | 7   | 3   | 7   | 2   | 12  | 3   | 6   | 2   | 4   | 4   | 3   | 2   | 2   | 2   | 3   | 14  | 4   | 345    |
| 4   | Simon Sikes          | 21  | 11  | 10  | 3   | 4   | 7   | 15  | 1   | 15  | 20  | 17* | 5   | 5   | 8   | 1*  | 8   | 2   | 3   | 272    |
| 5   | Liam Sceats          | 3   | 6   | 18  | 8   | 11  | 2   | 1*  | 5   | 9   | 8   | 3   | 8   | 14  | 19  | 16  | 2   | 15  | 12  | 256    |
| 6   | Christian Brooks     | 2   | 5   | 8   | 10  | 7   | 8   | 5   | 7   | 11  | 5   | 2   | 2   | 3   | 18  |     |     |     |     | 232    |
| 7   | Danny Dyszelski      | 19  | 3   | 4   | 19  | 8   | 11  | 7   | 19  | 4   | 6   | 5   | 4   | 18  | 3   | 13  | 16  | 7   | 8   | 230    |
| 8   | Frankie Mossman      | 8   | 4   | 9   | 11  | 9   | 19  | 10  | 8   | 8   | 2   | 19  | 19  | 7   | 20  | 8   | 6   | 3   | 6   | 222    |
| 9   | Ricardo Escotto      | 16  | 17  | 7   | 6   | 6   | 4   | 12  | 9   | 14  | 3   | 15  | 17  | 9   | 5   | 3   | 17  | 4   | 13  | 218    |
| 10  | Jorge Garciarce      | 11  | 10  | 13  | 9   | 14  | 10  | 16  | 12  | 10  | 9   | 7   | 10  | 8   | 15  | 7   | 5   | 13  | 7   | 199    |
| 11  | Mac Clark            | 6   | 9   | 5   | 4   | 5   | 21  | 18  | 21  | 6   | 10  | 20  | 15  | 6   | 9   | 6   | 4   |     |     | 187    |
| 12  | Braden Eves          | 5   | 8   | 12  | 16  | 16  | 18  | 4   | 11  | 1*  | 15  | 6   | 14  | 12  | 17  |     |     |     |     | 170    |
| 13  | Nicholas Monteiro    | 12  | 15  | 16  | 15  | 17  | 13  | 8   | 16  | 12  | 11  | 11  | 9   | 17  | 11  | 10  | 7   | 11  | 10  | 162    |
| 14  | Hunter Yeany         | 7   | 13  | 1*  | 2*  | 3   | 5   | 11  | 4   |     |     |     |     |     |     |     |     |     |     | 148    |
| 15  | Nicolás Baptiste     | 9   | 18  | 6   | 5   | 12  | 6   | 6   | 10  | 7   | 18  | 16  | 11  | 19  | 16  |     |     |     |     | 143    |
| 16  | Logan Adams          | 13  | 12  | 14  | 14  | 18  | 16  | DNS | 14  |     | 12  | 8   | 20  | 16  | 4   | 11  | 10  |     |     | 114    |
| 17  | Tyke Durst           | 17  | 16  | 11  | 17  | 19  | 17  | 17  | 20  | 13  | 14  | 10  | 18  | 20  | 13  | 12  | 14  | 12  | 15  | 107    |
| 18  | Cooper Becklin       |     |     |     |     |     |     |     |     |     | 13  | 9   | 12  | 15  | 12  | 9   | 9   | 10  | 11  | 90     |
| 19  | Ethan Ho             | 10  | 20  | 20  | 12  | 13  | 20  | 9   | 13  | 16  | 16  | 21  | DNS | 13  | 14  |     |     |     |     | 80     |
| 20  | Alessandro de Tullio |     |     |     |     |     |     |     |     |     |     |     |     | 11  | 10  | 4   | 15  | 8   | 14  | 66     |
| 21  | Adam Fitzgerald      | 15  | 14  | 17  | 13  | 15  | 9   | 19  | 15  |     |     |     |     |     |     |     |     |     |     | 51     |
| 22  | Glenn van Berlo      |     |     |     |     |     |     |     |     |     |     |     |     |     |     | 15  | 11  | 5   | 5   | 50     |
| 23  | Nico Christodoulou   |     |     |     |     |     |     |     |     |     | 21  | 14  | 7   | 10  | 6   |     |     |     |     | 48     |
| 24  | Arturo Flores        |     |     |     |     |     | 15  | 13  | 17  |     | 17  | 12  | 13  |     |     |     |     |     |     | 39     |
| 25  | Charles Finelli      |     |     |     |     |     | 14  | 14  | 18  | 19  | 19  | 18  | 16  |     |     |     |     |     |     | 27     |
| 26  | Bryce Aron           |     |     |     |     |     |     |     |     | 5   |     |     |     |     |     |     |     |     |     | 26     |
| 27  | Shawn Rashid         | 18  | 21  | Wth | Wth | Wth |     |     |     |     |     |     |     |     |     | 14  | 13  |     |     | 19     |
| 28  | Tanner DeFabis       |     |     |     |     |     |     |     |     |     |     |     |     |     |     |     |     | 9   | 16  | 17     |
| 28  | Noah Ping            |     |     |     |     |     |     |     |     |     |     |     |     |     |     |     |     | 16  | 9   | 17     |
| 30  | Avery Towns          | 14  | 19  |     |     |     |     |     |     |     |     |     |     |     |     |     |     |     |     | 9      |
| 31  | David Morales        | 22  | DNS | 15  | DNS | DNS |     |     |     |     |     |     |     |     |     |     |     |     |     | 7      |
| 32  | Francesco Pizzi      |     |     |     |     |     |     |     |     | 18  |     |     |     |     |     |     |     |     |     | 5      |
| Pos | Rijder               | STP | STP | NOL | NOL | NOL | IMS | IMS | IMS | LOR | ROA | ROA | ROA | MOH | MOH | TOR | TOR | POR | POR | Punten |

| Kleur       | Resultaat                       |
| ----------- | ------------------------------- |
| Goud        | Winnaar                         |
| Zilver      | 2de plaats                      |
| Brons       | 3de plaats                      |
| Groen       | 4de en 5de plaats               |
| Lichtblauw  | 6de–10de plaats                 |
| Donkerblauw | Gefinisht (buiten de Top 10)    |
| Paars       | Niet gefinisht                  |
| Rood        | Niet gekwalificeerd (DNQ)       |
| Bruin       | Teruggetrokken (Wth)            |
| Zwart       | Gediskwalificeerd (DSQ)         |
| Wit         | Niet Gestart (DNS)              |
| Blank       | Nam geen deel aan de race (DNP) |
| Blank       | Niet geracet                    |

| Toegevoegde info    |                                       |
| vet                 | Pole positie (1 punt)                 |
| cursief             | Snelste ronde (1 punt)                |
| *                   | Meeste ronden aan de leiding (1 punt) |
| Rookie van het jaar |                                       |
| Rookie              |                                       |

| Kleur       | Resultaat                       |
| ----------- | ------------------------------- |
| Goud        | Winnaar                         |
| Zilver      | 2de plaats                      |
| Brons       | 3de plaats                      |
| Groen       | 4de en 5de plaats               |
| Lichtblauw  | 6de–10de plaats                 |
| Donkerblauw | Gefinisht (buiten de Top 10)    |
| Paars       | Niet gefinisht                  |
| Rood        | Niet gekwalificeerd (DNQ)       |
| Bruin       | Teruggetrokken (Wth)            |
| Zwart       | Gediskwalificeerd (DSQ)         |
| Wit         | Niet Gestart (DNS)              |
| Blank       | Nam geen deel aan de race (DNP) |
| Blank       | Niet geracet                    |

| Toegevoegde info    |                                       |
| vet                 | Pole positie (1 punt)                 |
| cursief             | Snelste ronde (1 punt)                |
| *                   | Meeste ronden aan de leiding (1 punt) |
| Rookie van het jaar |                                       |
| Rookie              |                                       |

| Positie       | 1  | 2  | 3  | 4  | 5  | 6  | 7  | 8  | 9  | 10 | 11 | 12 | 13 | 14 | 15 | 16 | 17 | 18 | 19 | 20+ |
| ------------- | -- | -- | -- | -- | -- | -- | -- | -- | -- | -- | -- | -- | -- | -- | -- | -- | -- | -- | -- | --- |
| Punten        | 30 | 25 | 22 | 19 | 17 | 15 | 14 | 13 | 12 | 11 | 10 | 9  | 8  | 7  | 6  | 5  | 4  | 3  | 2  | 1   |
| Punten (Oval) | 45 | 38 | 33 | 29 | 26 | 23 | 21 | 20 | 18 | 17 | 15 | 14 | 12 | 11 | 9  | 8  | 6  | 5  | 4  | 2   |

1991 · 1992 · 1993 · 1994 · 1995 · 1996 · 1997 · 1998 · 1999 · 2000 · 2001 · 2002 · 2003 · 2004 · 2005 · 2006 · 2007 · 2008 · 2009 · 2010 · 2011 · 2012 · 2013 · 2014 · 2015 · 2016 · 2017 · 2018 · 2019 · 2020 · 2021 · 2022 · 2023 · 2024 · 2025